# Радомская конфедерация

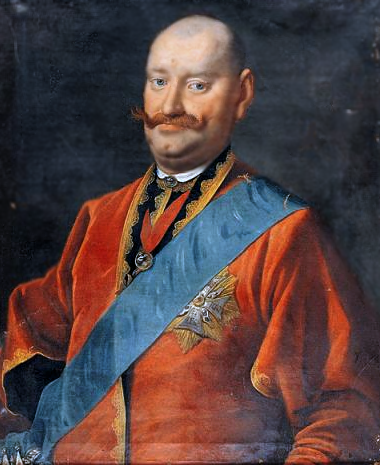
Кароль Станислав Радзивилл (Пане Коханку)

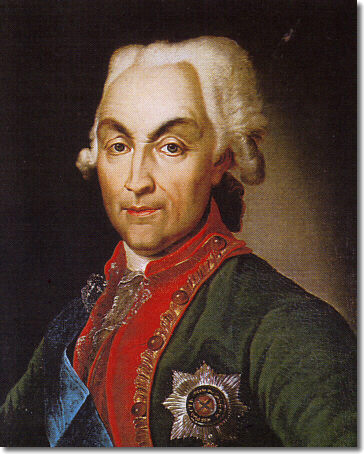
Российский посол Николай Репнин, фактический инициатор созыва и лидер конфедерации

Радомская конфедерация — союз шляхты Речи Посполитой, образованный 23 июня 1767 года в Радоме под защитой российских войск полковника Василия Кара для сохранения прежнего государственного строя Речи Посполитой против попыток нового короля Станислава Понятовского усилить центральную власть.

## Предыстория
Сейм Речи Посполитой 1766 года отклонил план реформ, предоставлявший политические и гражданские права так называемым «диссидентам» (некатоликам). Это стало поводом для Пруссии и России для вмешательства во внутренние дела Речи Посполитой. Они сделали ставку на магнатскую оппозицию (Потоцких), которые противодействовали реформам короля Станислава Понятовского и влиянию «Фамилии» Чарторыйских.
Однако созданные 20 марта 1767 года (в один день) «диссидентские» Торуньская и Слуцкая конфедерации не имели большого влияния. Католическая шляхта и духовенство стали объединяться в местные конфедерации для обеспечения господствующей роли католической религии, сохранения «республиканских свобод» с правом свободного избрания короля без союза с Россией и низложения Станислава Понятовского.

## Конференция
В Великом княжестве Литовском католические конфедераты 3 июня 1767 года выбрали маршалком быстрицкого старосту Станислава Бжостовского, в Польше — виленского воеводу Кароля Станислава Радзивилла (Пане Коханку).
Недовольство католической шляхты несло угрозу исключительному влиянию России в Речи Посполитой. По предложению российского посла Н. В. Репнина был заключён союз с католическими конфедератами. К. С. Радзивиллу вернули конфискованные в 1764–1766 годах имения, и он стал маршалком Генеральной конфедерации ВКЛ, которая объединила католиков и «диссидентов».
23 июня 1767 года в Радом съехались 178 послов от коронной и великолитовской конфедераций, которые 14 августа выбрали К. С. Радзивилла маршалком Радомской конфедерации — объединённой конфедерации Речи Посполитой. Секретарëм конфедерации стал Марцин Матушевич.

## Сейм Репнина
Однако российский посол Н. В. Репнин потребовал, чтобы маршалком конфедерации стал король Станислав Понятовский, потребовал также узаконить равноправие католиков и «диссидентов» и оставить существующий государственный строй Речи Посполитой под опекой России. Фактическим лидером конфедерации стал сам Н. В. Репнин, который дал указание конфедератам отправить польских делегатов к императрице Екатерине II с прошением о гарантиях политической системы Речи Посполитой. Полагают, что это прошение к императрице подготовлено самим Репниным.
5 октября 1767 года в Варшаве собрался сейм, который должен был принять требования Н. В. Репнина. Однако только под угрозой применения насилия ровно через месяц все требования Н. В. Репнина, которые вошли в проект очередного «Вечного мира» с Россией и акта «Кардинальных прав», были приняты Чрезвычайным сеймом 5 ноября 1767 года под протекторатом России. Тогда же все конфедерации были распущены.

## Последствия
Вмешательство России во внутренние дела Речи Просполитой стали причиной создания Барской конфедерации 1768 года и последующей Гражданской войны.